# Maardu Linnameeskond
Maardu Linnameeskond – estoński klub piłkarski, mający siedzibę w mieście Maardu, na północy kraju. Obecnie występuje w Esiliiga.

## Historia
Chronologia nazw:
- 1997: Maardu Veteranid
- 2002: Maardu FC Energia
- 2003: Maardu FC Kuristiku
- 2006: Maardu Esteve
- 2010: FC Maardu
- 2013: Maardu FC Starbunker
- 2016: Maardu Linnameeskond

Klub Piłkarski Maardu Veteranid został założony w 1997 w miejscowości Maardu. W sezonie 1997/98 startował w IV liiga põhi, zajmując pierwsze miejsce w swojej grupie. Jednak w następnym sezonie nie przystąpił do rozgrywek. Dopiero w 2002 jako Maardu FC Energia ponownie startował w IV liiga ida, gdzie zajął 9.miejsce. W 2003 zmienił nazwę na Maardu FC Kuristiku i znów uplasował się na 9.pozycji w IV liiga põhi. Kolejne dwa sezony klub nie występował w rozgrywkach ligowych.
W 2006 klub otrzymał nazwę Maardu Esteve i startował w IV liiga ida, awansując z trzeciego miejsca do III liiga ida. Debiutowy sezon zakończył na trzecim miejscu. Trzecią lokatę zajmował również w 2007, 2008, 2009 i 2010. W 2010 zmienił nazwę na FC Maardu. W 2011 zwyciężył w grupie i zdobył awans do II liiga ida/põhi. W 2012 zajął 9.miejsce. W 2013 system lig został zreformowany, a klub po zmianie nazwy na Maardu FC Starbunker został przydzielony do IV poziomu (liga dalej nazywała się II liiga ida/põhi). Po zakończeniu sezonu zdobył mistrzostwo i awansował do Esiliiga B. W 2014 był piątym, a w 2015 stał na czele podium, zdobywając awans do Esiliiga. W 2016 przyjął nazwę Maardu Linnameeskond i na koniec sezonu został sklasyfikowany na 4.pozycji. Tak jak na drugim i trzecim miejscu uplasowały się drugie drużyny klubów grających w ekstralidze klub otrzymał możliwość promocji do wyższej klasy przez baraże, jednak zrezygnował z propozycji. W następnym 2017 zdobył mistrzostwo ligi, jednak ponownie zrezygnował z awansu. W 2018 znów został mistrzem i tym razem zdecydował się na awans do Meistriliiga.

## Barwy klubowe i strój
| Granatowy | Biały |

Klub ma barwy granatowo-białe, które są kolorami herbu klubu. Piłkarze domowe spotkania zazwyczaj grają w granatowych koszulkach, granatowych spodenkach oraz granatowych getrach. Na wyjeździe korzystają z białego stroju.

## Sukcesy

### Trofea międzynarodowe
Nie uczestniczył w rozgrywkach europejskich (stan na 31-05-2018).

### Trofea krajowe
| \| \| Zdobyte trofea w rozgrywkach Estonii (stan na: 31-12-2018) \| |                                                            |      |            |
| Rozgrywki                                                           | Osiągnięcie                                                | Razy | Sezon(y)   |
| Mistrzostwo                                                         | I miejsce                                                  | 0    |            |
| Mistrzostwo                                                         | II miejsce                                                 | 0    |            |
| Mistrzostwo                                                         | III miejsce                                                | 0    |            |
| Puchar                                                              | zdobywca                                                   | 0    |            |
| Puchar                                                              | finalista                                                  | 0    |            |
| Puchar                                                              | ćwierćfinalista                                            | 1    | 2018/19    |
| II liga                                                             | I miejsce                                                  | 2    | 2017, 2018 |
| II liga                                                             | II miejsce                                                 | 0    |            |
| II liga                                                             | III miejsce                                                | 0    |            |
| Estonia                                                             | Zdobyte trofea w rozgrywkach Estonii (stan na: 31-12-2018) |      |            |

- Esiliiga B:
  - mistrz (1): 2015

## Poszczególne sezony

### Rozgrywki międzynarodowe

#### Europejskie puchary
Nie uczestniczył w rozgrywkach europejskich (stan na 31-05-2018).

### Rozgrywki krajowe
| \| Estonia \| Bilans występów klubu w rozgrywkach piłkarskich Estonii (Stan na 31 grudnia 2018 r.) \| \| |                                                                                      |        |       |   |   |   |    |    |     |                           |        |        |       |
| Poziom                                                                                                   | Rozgrywki                                                                            | Sezony | Mecze | Z | R | P | B+ | B– | Pkt | Lata                      | Awanse | Spadki | Naj.  |
| I | Meistriliiga                                                                         | 1      |       |   |   |   |    |    |     | od 2019                   | 0      | 0      | ?     |
| II | Esiliiga                                                                             | 3      |       |   |   |   |    |    |     | 2016–2018                 | 1      | 0      | 1     |
| III | Esiliiga B                                                                           | 3      |       |   |   |   |    |    |     | 2012, 2014–2016           | 1      | 0      | 1     |
| IV | II liiga ida/põhi                                                                    | 6      |       |   |   |   |    |    |     | 2007–2011, 2013           | 2      | 0      | 1     |
| V | IV liiga ida/põhi                                                                    | 4      |       |   |   |   |    |    |     | 1997/98, 2002, 2003, 2006 | 1      | 1      | 1     |
| | Puchar                                                                               | 12     |       |   |   |   |    |    |     | od 2007                   | 0      | 0      | 1/4 f |
| Estonia                                                                                                  | Bilans występów klubu w rozgrywkach piłkarskich Estonii (Stan na 31 grudnia 2018 r.) |        |       |   |   |   |    |    |     |                           |        |        |       |

## Trenerzy
| Lp. | Imię i nazwisko | Okres urzędowania | Okres urzędowania |
| --- | --------------- | ----------------- | ----------------- |
| 1.  | Valeri Brõlin   | 2011              | 2013              |
| 2.  | Andrei Borissov | 2014              | obecnie           |

## Struktura klubu

### Stadion
Klub rozgrywa swoje mecze domowe na stadionie miejskim w Maardu, który może pomieścić 1 500 widzów i został wybudowany w XX wieku.

### Inne sekcje
Klub prowadzi drużyny dla dzieci i młodzieży w każdym wieku.

## Kibice i rywalizacja z innymi klubami

### Derby
- Levadia Maardu
- Maardu United